# Atoll

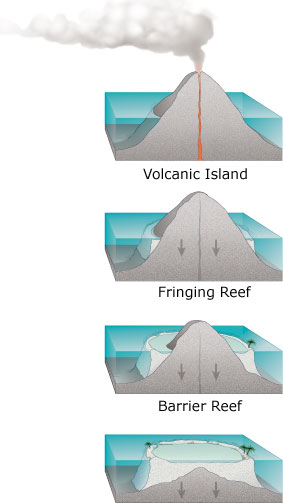
En atoll bildas genom att en slocknad vulkan sjunker tillbaka ned i havet.

En atoll (malajiska: atolu, 'korallö', 'korallrev') är en ringformig ö (eller flera öar i ring) av korall som omger en lagun. Atoller förekommer främst i tropiska hav.

## Uppkomst
Först bildas en ö genom tillväxten hos en aktiv vulkan. Genom att jordens litosfärplattor rör sig, flyttas även det hål i jordskorpan som leder upp genom vulkanön, varvid vulkanen så småningom slocknar. Runt kanterna på ön bildas ett korallrev.
Efter det att vulkanen slocknat, gör den egna tyngden att den sakta sjunker. Korallrevet fortsätter att växa, och till slut sticker det upp över ytan och buskar och träd får fotfäste där. Mellan korallrevet och ön bildas en lagun. I detta stadium befinner sig exempelvis Bora Bora.
Så småningom kommer ön i mitten att sjunka under havsytan, och kvar blir bara korallrevet som hela tiden vuxit. Det som nu bildats, är en atoll och den består inte av vulkaniskt material utan av koraller. Bora Bora är inte en atoll eftersom det fortfarande finns en vulkanö i mitten. Bora Bora kommer att bli en atoll, men först om cirka 1 miljon år.

## Atollvarianter
Vissa atoller består av en enda, sammanhängande ö, liggande runt den grunda lagunen. Några exempel:
- Aldabra
- Kiritimati

De flesta atoller i centrala och västra Stilla havet är av typen ring av öar kring en grund lagun. Några exempel:
- Bikiniatollen (vars största ö heter Bikini)
- Kwajalein

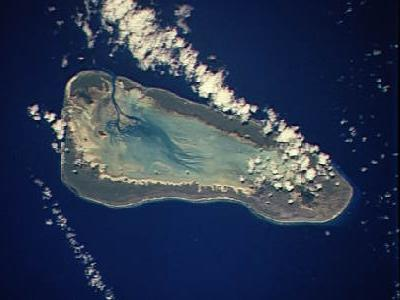
Aldabra, världens till ytan näst största atoll, består av enda ö.
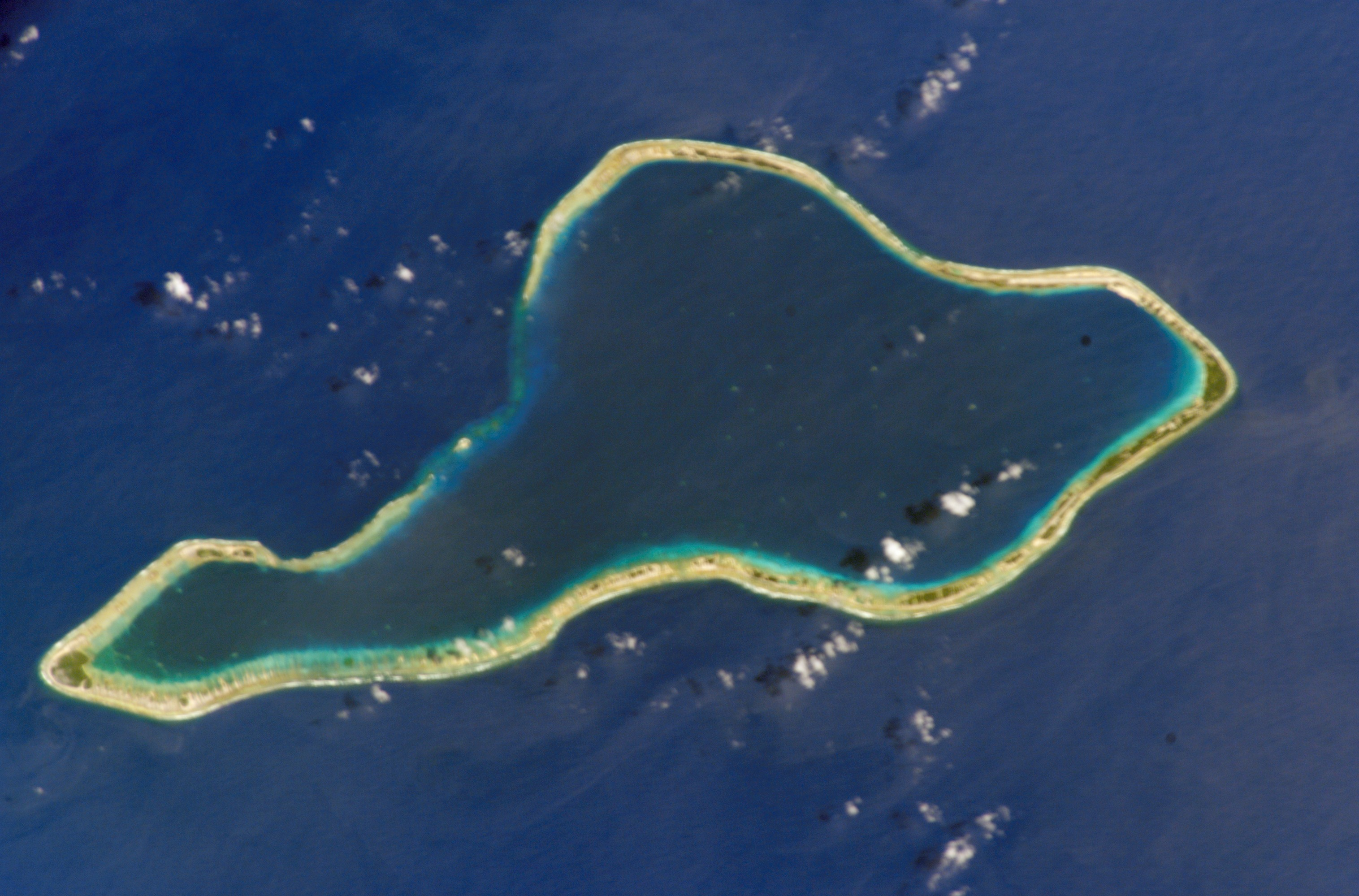
Moruroa, vars öring är en vanlig syn bland atoller i Stilla havet.